# Erik Wietzel
Œuvres principales
- Elamia
- Les Dragons de la Cité rouge

Erik Wietzel, né le 27 août 1967 à Rennes, est un auteur français de romans de fantasy et de thrillers.
Erik Wietzel est membre du collectif d'artistes La Ligue de l'Imaginaire.

## Œuvres

### Romans
- La Porte des limbes. Saint-Laurent-d’Oingt : Mnémos, coll. "Angle mort", 09/1997, 229 p.  (ISBN 2-911618-21-1). Nouvelle édition revue : Mnémos, coll. "Dédales", 01/2013, 183 p.  (ISBN 978-2-35408-150-8)
- Les Dragons de la cité rouge. Paris : Bragelonne, coll. "Fantasy", 07/2009, 366 p.  (ISBN 978-2-35294-318-1). Rééd. Milady, coll. "Poche fantasy", 08/2015, 384 p.  (ISBN 978-2-8112-1494-4)
- Ne cherche pas à savoir. Paris : XO éditions, coll. "My Major Company Books", 11/2010, 357 p.  (ISBN 978-2-84563-461-9). Rééd. La Roque-sur-Pernes : VDB, 06/2011, 469 p.  (ISBN 978-2-84694-945-3)

Série Elamia
- Les Mirages d'Elamia. Paris : Bragelonne, 05/2006, 344 p.  (ISBN 2-914370-95-4)
- La Forteresse des secrets. Paris : Bragelonne, 2006, 404 p.  (ISBN 2-915549-79-6)
- La Mère des tourments. Paris : Bragelonne, 05/2007, 331 p.  (ISBN 978-2-35294-051-7)
- L'intégrale de la trilogie. Paris : Bragelonne, 01/2011, 840 p.  (ISBN 978-2-35294-484-3)

### Nouvelles
- Midas in La nouvelle du lendemain, anthologie numérique organisée pendant le confinement par la Ligue de l’Imaginaire, le festival Lisle noir et Cultura (2020)[2]
- Le Noël de Manuel in Le Pire des Noëls, éditions Le livre de poche (2024)

### Adaptations

#### Bandes dessinées
- Les dragons de la cité rouge, volume 1 : Alec Deeran / adaptation Nicolas Jarry d'après le roman d'Erik Wietzel ; dessin David Jouvent ; couleurs Cyril Vincent, Digikore studio. Toulon : Soleil, 01/2016, 47 p.  (ISBN 978-2-302-04501-9)